# Chelotropella
Chelotropella är ett släkte av svampdjur. Chelotropella ingår i familjen Calthropellidae.
Kladogram enligt Catalogue of Life:
| Chelotropella | \| \| Chelotropella neocaledonica \| \| \| \| \| \| Chelotropella sphaerica \| \| \| \| |
|               | \| \| Chelotropella neocaledonica \| \| \| \| \| \| Chelotropella sphaerica \| \| \| \| |
|               | Calthropella                                                                            |
|               |                                                                                         |
|               | Pachastrissa                                                                            |
|               |                                                                                         |
|               | Pachataxa                                                                               |
|               |                                                                                         |
|               | Chelotropella neocaledonica                                                             |
|               |                                                                                         |
|               | Chelotropella sphaerica                                                                 |
|               |                                                                                         |

|  | Chelotropella neocaledonica |
|  |                             |
|  | Chelotropella sphaerica     |
|  |                             |